# Плешицэ, Николае
Николае Плешицэ (рум. Nicolae Pleșiță; 16 апреля 1929, Куртя-де-Арджеш — 28 сентября 2009, Клуж-Напока) — румынский генерал, один из руководителей спецслужбы Секуритате, член ЦК РКП. Активный участник политических репрессий и международных спецопераций. Обвинялся в убийствах, применении пыток и организации терактов. После Румынской революции привлекался к судебной ответственности, но осуждён не был.

## Коммунистический активист
Родился в семье крестьянской бедноты, связанной с криминальным миром. Работал в родном городе на заводе пиломатериалов. Был профсоюзным активистом, состоял в румынском комсомоле. В 1947 вступил в правящую Румынскую компартию (РКП).
30 августа 1948 коммунистические власти учредили службу госбезопасности Секуритате. Началось кадровое комплектование структуры. 19-летний коммунистический активист Николае Плешицэ получил соответствующее предложение и немедленно согласился.

## Служба в Секуритате

### Офицер безопасности. Региональные управления, контрповстанчество
При правлении Георге Георгиу-Дежа Николае Плешицэ начинал службу в звании плутоньера (уоррент-офицера) в управлении госбезопасности Питешти. С 1951 возглавлял несколько коммунальных и муниципальных управлений в Арджеше. В 1956—1961 капитан Плешицэ — заместитель начальника Секуритате в Питешти.
В 1958 Плешицэ был направлен в Карпатский регион, затем в Трансильванию. Отличился при подавлении антикоммунистического повстанчества. Руководил ликвидацией группы Тома Арнэуцою. Проявлял высокую оперативную эффективность и большую жестокость, применял пытки к пленным. В то же время отмечалась неясность и двусмысленность роли Плешицэ в том, что касалось пресечения нелегальной торговли и контрабандных операций (впоследствии к нему не раз возникали дисциплинарные претензии финансового характера, но Плешицэ объяснял «странности» в финансовой документации «действиями бандподполья» — даже в 1970-е годы). Плешицэ приобрёл репутацию умелого и жестокого оперативника с выраженными авантюрными наклонностями.
За свои действия против горных повстанцев Плешицэ получил правительственную награду — орден Звезды Румынской Народной Республики. Прошёл годичный курс обучения в советском Университете марксизма-ленинизма. В 1964 был награждён орденом «23 августа».
В конце 1961 Николае Плешицэ в звании полковника назначен начальником управления Секуритате Клужа. Занимал этот пост до весны 1967 (за это время окончил исторический факультет Университета Бабеша — Бойяи), после чего переведён в Бухарест, в центральный аппарат госбезопасности СРР.

### Генерал безопасности. Подавление забастовки и диссидентства, внешние спецоперации
При правлении Николае Чаушеску Николае Плешицэ в звании генерал-майора возглавил Дирекцию охраны и безопасности министерства внутренних дел (Секуритате структурно принадлежала к МВД). В ноябре 1972 стал начальником Дирекции внутренней информации — одно из ключевых подразделений румынской госбезопасности. Однако уже в декабре Плешицэ был подвергнут дисциплинарному взысканию.
14 марта 1973 покончил с собой личный врач Чаушеску Абрахам Шехтер. Чаушеску усмотрел в этом событии следствие политического заговора в МВД и отправил в отставку министра внутренних дел Иона Стэнеску (заменён Эмилем Бобу) с группой руководящих функционеров. Среди отстранённых был Николае Плешицэ — переведённый в провинциальный Илфов на должность руководителя службы материального снабжения местной Секуритате.
Однако менее чем через год, в декабре 1973, генерал Плешицэ был возвращён в Бухарест. До марта 1974 занимал должность заместителя начальника Дирекции внутренней информации. Затем, до ноября 1975 — генеральный секретарь МВД, до октября 1978 — помощник заместителя министра.
Вершиной служебной карьеры Плешицэ был период 1980—1984. Он являлся начальником Дирекции внешней информации (внешняя разведка) Секуритате и заместителем министра внутренних дел Георге Хомоштяна (назначению Плешицэ способствовал побег в США его предшественника Иона Михая Пачепы). С мая 1977 Плешицэ — генерал-лейтенант безопасности. В 1979—1984 Плешицэ — член ЦК РКП.
Генерал Николае Плешицэ был одним из ключевых организаторов политических репрессий в Румынии. Вместе с генералом Эмилем Макри, он руководил подавлением шахтёрской забастовки в долине Жиу в августе 1977. Аресты и избиения шахтёров, последующие суды, приговоры и депортации связывались именно с его действиями. Плешицэ занимался также преследованием румынских диссидентов. Он лично допрашивал и избивал писателя Паула Гому и его сподвижника Иона Виану.
Во главе внешней разведки Плешицэ установил плотный оперативный контакт с международным ультралевым террористом Ильичом Рамиресом Санчесом, известным как Карлос Шакал. 21 февраля 1981 в Мюнхене был совершён взрыв Радио Свободная Европа (восемь раненых), в организации которого обвинялся Карлос Шакал по заказу от генерала Плешицэ. Планировалось заказать Карлосу Шакалу убийство Пачепы, но от этого пришлось отказаться.
Целью Секуритате в Западной Европе являлось физическое устранение некоторых румынских политэмигрантов. Ранее, в январе 1981, Плешицэ отдал приказ агенту Секуритате Матею Хайдуку убить находившихся во Франции диссидентов Паула Гому и Вирджила Танасэ. Однако Хайдуку раскрылся французской спецслужбе, что вызвало международный скандал.
Плешицэ был причастен и к другим иностранным операциям Секуритате. При его участии режим Николае Чаушеску вмешался во французские президентские выборы 1981, финансируя кампанию социалиста Франсуа Миттерана. Он имел отношение и к румынскому снабжению Северной Кореи технологиями производства ядерного оружия.

### Отстранение. Комендант офицерской школы
Авантюрные амбиции Николае Плешицэ вызывали настороженность в руководстве Секуритате — в частности, у Тудора Постелнику. В 1984 Плешицэ был снят с внешней разведки и назначен комендантом офицерской школы Секуритате в арадской муниципии Градиште. На этом сравнительно малозначимом посту он оставался до конца 1989.

## Перед судом
В декабре 1989 Румынская революция свергла режим Чаушеску. Секуритате была распущена, РКП запрещена. В январе 1990 Николае Плешицэ уволен со службы в запас.
Правительство ФРГ сделало запрос на экстрадицию Плешицэ для судебного разбирательства по делу о взрыве на «Свободной Европе». Румынское правительство отказало в этом. Однако в 1997 Плешицэ был привлечён к румынскому военному суду по обвинениям в убийствах, незаконных арестах, применении пыток и лжесвидетельствах. Держался на процессе вызывающе, с элементами «чёрного юмора». Откровенно признавал своё участие в убийствах и избиениях, подробно описывал такие эпизоды. Давал эпатажные оценки Ясиру Арафату. Хвалил Карлоса Шакала («наш человек, наш латиноамериканец»), заявлял, что связи с террористом устанавливались по указанию Чаушеску.
Свою деятельность Плешицэ оправдывал «высшими государственными интересами», выражал пренебрежение к жертвам, просил «не приставать с пустяками». Некоторые высказывания звучали в издевательском тоне («Конечно, я убивал их. Этим мы и занимались… Я не боюсь суда, мне не нужен адвокат. Это не значит, что сорок два года в мире шпионажа я был святым, прямо столпом церкви»).
В 2000 судебное разбирательство было прервано, возобновилось в 2004 и окончательно закрылось в 2009. Военная прокуратура сняла все обвинения. Безнаказанность Плешицэ вызвала возмущение значительной части румынской общественности. Она объяснялось мощным влиянием «секуристского лобби» в румынской политике и благоволением посткоммунистической СДП во главе с президентом Ионом Илиеску. Характерно, что начало и возобновление процесса пришлись на президентство либералов Эмиля Константинеску и Траяна Бэсеску, перерыв — на президентство Илиеску. Кроме того, некоторые наблюдатели полагали, что информация, известная Плешицэ, при широком оглашении представляла опасность для многих политиков, причём не только румынских.
Николае Плешицэ жил в родном городе на вилле, полученной от Чаушеску. Получал пенсию в 6 тысяч леев (около 2 тысяч евро) — одну из самых высоких в стране. Неоднократно выступал в телевизионных передачах, демонстративно превозносил Секуритате и собственные деяния. Сохранял дружеские связи с ветеранами госбезопасности, обладал определённой популярностью среди земляков. В то же время, сын Плешицэ рассказывал, что его отец не раз сталкивался с оскорблениями и угрозами, его виллу дважды поджигали.

## Смерть и похороны
Скончался Николае Плешицэ от инсульта в возрасте 80 лет. Смерть наступила в городе Клуж-Напока, в известном доме престарелых Proiect Teodora (распространившаяся информация о смерти Плешицэ в бухарестской клинике МВД являлась ошибочной). Свои последние дни Плешицэ, вообще-то общительный по характеру, старался проводить в одиноких раздумьях, общался только с лечащим врачом, посещал православную часовню.
Похоронен на кладбище Куртя-де-Арджеша. На православной панихиде и погребальной церемонии присутствовали около полусотни человек — родственники, друзья, соседи, ветераны Секуритате. В числе других соболезнования выразил последний шеф Секуритате Юлиан Влад. Один из венков был доставлен от сотрудников Румынской службы информации (SRI) — контрразведывательного ведомства посткоммунистической Румынии — однако не от SRI как структуры. По просьбе семьи несколько сотрудников SRI обеспечивали охрану мероприятия, пресекая появление посторонних.

## Семья
Николае Плешицэ был женат, имел сына и дочь. Полковник Дамиан Плешицэ служил в контрразведке SRI. Вёл замкнутый образ жизни, по невыясненным причинам покончил с собой в 2011. Эмилия Атудораие, урождённая Плешицэ — жена Георге Атудораие, бывшего офицера Секуритате и генерала SRI. Георге Атудораие, зять Николае Плешицэ, возглавлял оперативный центр SRI в Яссах и консультировал молдавскую армию в Приднестровской войне.